# Ramona Andreu
Ramona Andreu Parra (València, 3 de maig de 1842 –València, 9 de desembre de 1902) va ser una impressora valenciana. Va estar casada amb el també impressor Salvador Amargós.
A la mort del seu marit, Ramona Andreu va prendre el negoci en 1878. L'any 1879 s'imprimia en el seu taller, situat al carrer de l'Encarnació núm.16, la revista Les Astes del Toro. L'any 1894 l'hi va traspassar a la seua filla, Concepción Amargós.